# Knax
Knax (Eigenschreibweise: KNAX) ist ein Werbecomic für Kinder und Jugendliche, der seit 1974 vom Deutschen Sparkassenverlag (Stuttgart) produziert und in Sparkassen in Deutschland kostenlos abgegeben wird. Seither sind über 200 Knax-Hefte erschienen. Der Comic erscheint alle zwei Monate. Im Jahr 2009 betrug die Auflage 800.000 Exemplare pro Heft. Knax ist außer in Deutschland auch in Frankreich, Österreich, Luxemburg, Dänemark und Norwegen erhältlich. Die Zielgruppe des Comics sind „junge Sparkassenkunden“.
Der Titelschriftzug des Comics besteht aus „Knax“ in weißer (oder roter) Schrift mit einem abgebrochenen Balken im X.

## Inhalt
Der Comic spielt auf einer fiktiven Insel namens „Knax“, auf der Dorfbewohner (die „Knaxianer“) in ihrem Dorf „Knax“ in einer mittelalterlichen Dorfgemeinschaft leben. Außerdem gibt es hier eine Räuberbande, die „Fetzensteiner“, die unter ihrem Anführer Fetz Braun auf der „Burg Fetzenstein“ hausen und die Knaxianer regelmäßig überfallen und bestehlen wollen. Da die Räuber jedoch nicht sehr helle sind, unterliegen sie stets.
Die Figuren von Knax stellen ein idealisiertes Bild der bürgerlichen Gesellschaft dar. Die Landwirtschaft ist ebenso vertreten wie die verschiedenen Handwerkszünfte, die Forst- und Seewirtschaft, die Gastronomie und der Handel. Die Finanzwirtschaft wird durch eine Sparkasse repräsentiert.
Liste der Knaxianer:
- Didi, ein Junge
- Dodo, seine beste Freundin
- Nero, der Hund von Didi und Dodo[2]
- Kiki, ihr Eichhörnchen (1988/89 eingeführt)[2][3]
- Ringo, ein sprachbegabter Papagei (2014 eingeführt)[4]
- Gantenkiel, der Schreiber, Gelehrte und Bankier
- Emmerich, der Kaufmann (der einen Korb als Hut trägt)
- Ambros, der Schmied und Erfinder
- Pierre Kattun, der Schneider und Künstler
- Pomm-Fritz und Pomm-Friedel, der Bauer und die Bäuerin
- Backbert und Steuerbert, die „Seebären“ (Seeleute) von Knax; beide sind eineiige Zwillinge
- Schankwart, der Wirt
- Walter Wildfang, der Jäger
- Schlapf, der verschlafene Wächter

Liste der Fetzensteiner:
- Fetz Braun, der Räuberhauptmann
- Brunhold, die „rechte Hand“ von Fetz
- Langbart[5]
- Mampf[5]
- Zipfel[5]

Sonstige:
- Feelicia, die Kräuterfee (1994 eingeführt)[6]

Dodo, Pomm-Friedel, Feelicia und Kiki sind die einzigen weiblichen Bewohner der Insel.

## Einführungsgeschichte
In den frühen Ausgaben von Knax wurde die Vorgeschichte erklärt. Demnach strandete ein Auswandererschiff an der Insel. Die Menschen nahmen die Insel in Besitz und gaben ihr den Namen „nach dem Geräusch, das die Balken von sich gaben, als das Dorf erbaut wurde“. Die Siedler leben seither autark auf der Insel und offenbar ohne Kontakt zur Außenwelt. Die Figuren des Comics sind die Nachkommen dieser gestrandeten Auswanderer. Das Wrack des Schiffs dient Backbert und Steuerbert als Behausung. Die Fetzensteiner sind ehemalige Piraten, die ebenfalls vor der Insel Schiffbruch erlitten und sich in der bereits vorhandenen Burg einnisteten. Woher diese Burg stammt, ist unklar.
In einer Folge wird erwähnt, dass die Fetzensteiner vor den Knaxianern anwesend waren und von den Ratzensteinern schikaniert wurden, welche zuvor die Burg bewohnt hatten. Nachdem die Ratzensteiner die Insel verließen, zogen die Fetzensteiner in die Burg. Die Geschichte spielt kurz vor der Ankunft der Knaxianer.
Die Lebensweise und Bekleidung der Menschen auf Knax legt die Vermutung nahe, dass die Auswanderer wohl in der Renaissancezeit auf die Insel kamen. Ob der Comic in der Gegenwart spielt oder in der Vergangenheit, ist unklar. Didi und Dodo sind die einzigen Kinder auf der Insel und die einzigen, welche moderne Kleidung tragen. Sie leben zusammen und haben offenbar keine Eltern oder Erziehungsberechtigten auf Knax.

## Umfang
Ursprünglich enthielt jede Ausgabe nur eine einzige Geschichte, die gelegentlich an aktuelle Themen angelehnt wurde. In früheren Nummern wurden auf der Rückseite des Heftes noch Hintergrundinformationen zum Thema des Heftes abgedruckt.
Später enthielt jedes Knax-Heft drei Geschichten, eine mit sieben Seiten, eine mit zehn und eine mit einer Seite Umfang. Die kurze siebenseitige Geschichte hatte stets einen inneren Konflikt in einer der beiden Gruppen zum Inhalt. Die zehnseitige Geschichte erzählte dagegen einen Konflikt zwischen den Knaxianern und den Fetzensteinern. Dazu kamen redaktionelle Seiten, z. B. Wissenswertes, Rätsel, Witze, eine Bastelecke und eine Kontaktseite für Brieffreundschaften.
Seit dem Wechsel zu einem neuen Produktionsteam in der Ausgabe 3/2004 (siehe unten) wurde der Umfang auf zwei siebenseitige und eine einseitige Geschichte gekürzt. Dafür wurden die redaktionellen Seiten um drei erhöht, so dass das Heft weiterhin (mit Cover) 24 Seiten umfasst.
Es gab außer den kostenlos verteilten Heften auch mehrere Knax-Taschenbücher, die je etwa 100 Seiten stark waren. In diesen war die erste Geschichte jeweils neu, der Rest bestand aus Nachdrucken früher veröffentlichter Geschichten.
Jährlich erscheint ein großformatiger Knax-Kalender. Die Exemplare aus den Jahren 1983 und 1984 wurden von André Roche gezeichnet.

## Produktion des Comics
Das für die Sparkassen 1974 von Peter Wiechmann und dem Zeichner Erwin Frick erfundene Heft Knax wurde zunächst vom Kauka Verlag und bald darauf vom „Studio K“ produziert. Auch Manfred Klinke wird als einer der Miterfinder des Comics genannt. Zu Anfang erschien der Comic mit nur einer abgeschlossenen Geschichte auf 16 Seiten und einer Auflage von 100.000 Exemplaren. Die Geschichten handelten zunächst vorwiegend von Themen wie Geld, Zins und Sparen. Im Laufe der Jahre rückten diese Themen aber immer mehr in den Hintergrund und der Comic wurde thematisch freier. Hauptzeichner der Comics in den 70er Jahren war Ángel Nadal Quirch (1930–2016).
Ab 1980 übernahm das Studio Comicon unter der Leitung von Wiechmann und Fred Kipka die Produktion. Das Format wurde in ein klassisches Comic-Magazin geändert (24-seitig mit drei Geschichten und redaktionellem Inhalt wie Basteltipps, Rätsel und einer Brieffreundschaftenrubrik).
Comicon wurde 1988 aufgeteilt und daraus entstanden die „neue“ Comicon S.L. und Kipkakomiks (mit Sitz in München). Hierbei ging die Produktion von Knax auf Kipkakomiks über, die auch jahrzehntelang andere bekannte deutsche Comics wie Fix und Foxi oder Teile von Yps produzierte. Der Chef von Kipkakomiks, Fred Kipka, verfasste selbst über 20 Jahre lang ausnahmslos alle Knax-Geschichten. Nach seinen Skripts wurde das Artwork von einem Team von Autoren, Zeichnern und Inkern in einem Studio in Barcelona erstellt. Die fertig getuschten Comicseiten kamen dann zurück nach Deutschland, wo ein Siebdruck angefertigt und die Seiten von Hand coloriert wurden. Dort wurden auch die Redaktionsseiten hinzugefügt, Satz, Lithografie und Druck gemacht. Der Vertrieb des Comics erfolgte anschließend über den Auftraggeber, den Deutschen Sparkassen Verlag.
Seit Heft 3/2004 stammen die Knax-Storyboards von Götz Bachmann und werden von Roberto Freire, Boris Zatko und Ulf S. Graupner zeichnerisch umgesetzt. Die Titelbilder und die Knax-Kalenderbilder zeichnet Franz Gerg. Durch diesen Wechsel hat sich ab Heft 3/2004 das Erscheinungsbild des Comics verändert: bei Kipkakomiks war das Werk bis zuletzt komplett handgetuscht und handkoloriert, während das neue Team zwar die Lineart ebenfalls von Hand zeichnet und tuscht, die Kolorierung aber am Computer erstellt.

## Sonstiges

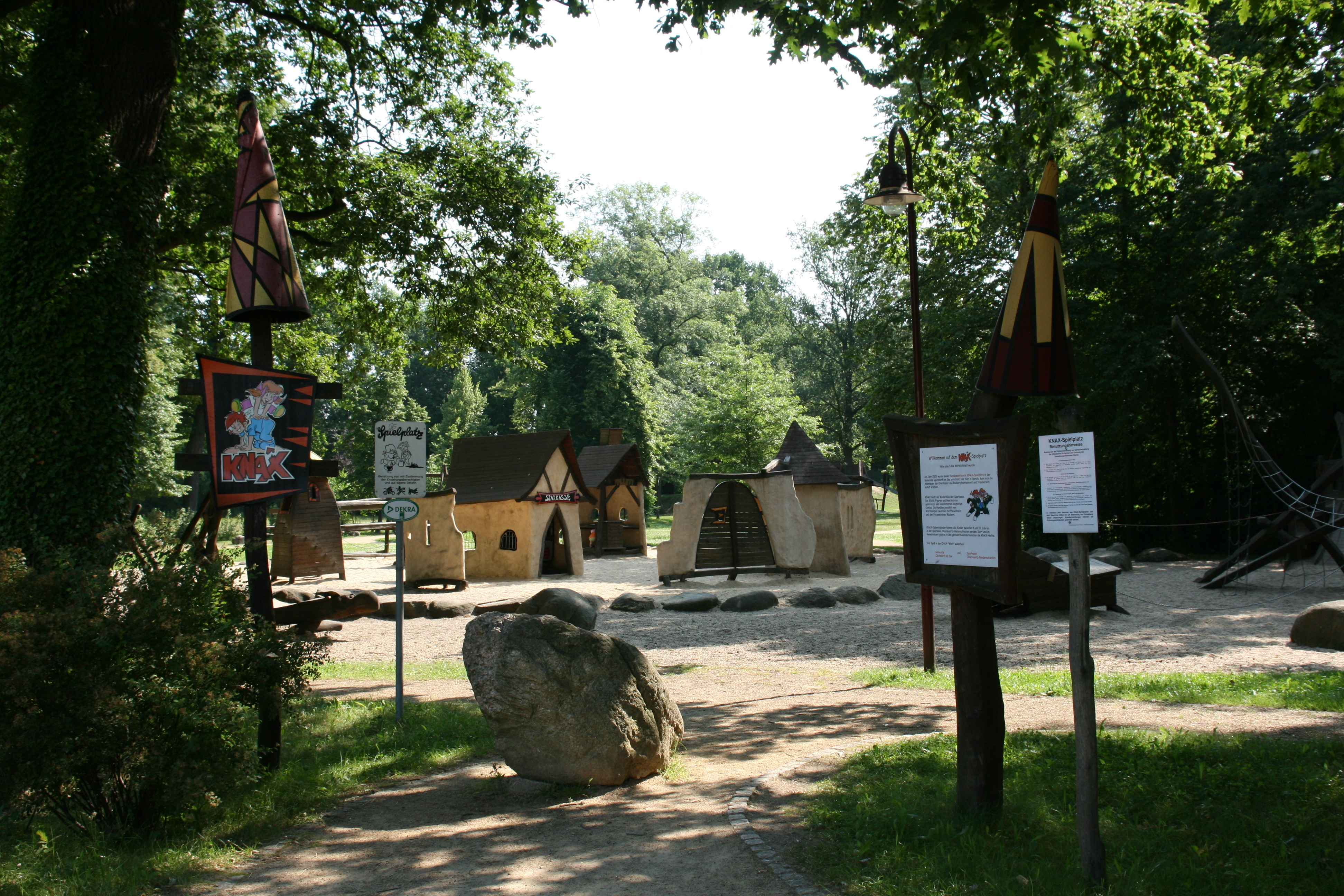
Knax-Spielplatz in Sproitz (Sachsen), 2003 eröffnet

1984, 1987 und 1990 wurde je eine Knax-Hörspielkassette von der Sparkasse herausgegeben. 1993 erschien das Werbespiel Knax – Das Computerspiel für Amiga und C64. 1997 gab es eine Knax Comic Disc für PC, auf deren Datenträger Programme sowie drei kurze Trickfilmepisoden und das Musikvideo Wir sind die Fetzensteiner (auch bekannt als Das Knax Lied) zu Knax enthalten waren. Insgesamt fünf Knax-Trickfilmepisoden wurden veröffentlicht.
Mit der Uraufführung im Juni 2007 gibt es auch Knax – Das Musical mit tollen Hits für schlaue Kids (auch als das Knax-Musical bekannt).
Der Erfolg von Knax inspirierte bald auch andere Zusammenschlüsse von Kreditinstituten zu eigenen Werbecomics wie Sumsi, Mike, der Taschengeldexperte (Volks- und Raiffeisenbanken, 1978–2007) und Marc & Penny (Genossenschaftsbanken, 1981–2007). Seit Juli 2007 erscheint als Nachfolger der beiden letztgenannten Werbecomics das Magazin VR-Primax.